# Koncentrace (chemie)

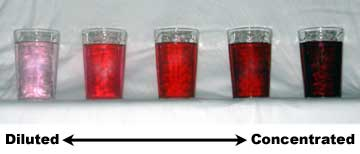
Změna barvy roztoku s koncentrací

Koncentrace je veličina, která číselně charakterizuje složení směsi. Vyjadřuje se několika způsoby.
Koncentrace v užším smyslu slova (s výjimkou molální koncentrace) je podíl množství určité složky (vyjádřeného například hmotností, objemem nebo látkovým množstvím) a objemu výsledné směsi.
Naproti tomu takzvaný (hmotnostní, objemový nebo molární) zlomek je bezrozměrný podíl množství složky a součtu stejnou veličinou vyjádřeného množství všech složek před smícháním. Při vyjádření koncentrace v procentech, promilích, ppm apod. se vždy jedná o zlomek.

## Hmotnostní koncentrace
Hmotnostní koncentrace ρA složky A je podíl její hmotnosti mA a celkového objemu výsledného roztoku V. Její jednotkou je kg/m3. V podstatě jde o parciální hustotu, má i stejnou jednotku.
{\displaystyle \rho _{A}={m_{A} \over V}}

## Objemová koncentrace
Objemová koncentrace σA složky A je bezrozměrný podíl jejího objemu VA před smícháním a celkového objemu výsledného roztoku V.
{\displaystyle \sigma _{A}={V_{A} \over V}}
Součet objemových koncentrací všech složek {\textstyle \sum _{i}\sigma _{i}} se může mírně lišit od 1 (na rozdíl od objemového zlomku), protože celkový objem se může smícháním látek mírně změnit.

## Molární koncentrace (molarita)
Molarita je definována jako podíl látkového množství rozpuštěné látky a celkového objemu výsledného roztoku.
{\displaystyle c_{A}={\frac {n_{A}}{V}}={\frac {m_{A}}{M_{A}V}}}
kde nA je látkové množství složky A a MA je její molární hmotnost. Její jednotkou je mol·dm−3.
Molarita roztoku se někdy zkráceně označuje písmenem M. Např. 2M znamená, že roztok je dvoumolární, tedy s koncentrací 2 mol/dm3. Je možné použít i násobných předpon, např. mM pak znamená milimolární (mmol/dm3), μM znamená mikromolární (μmol/dm3) atd. Tento způsob vyjadřování koncentrace se velmi často používá v analytické chemii.

## Molalita (molální koncentrace)
Molalita může být objemová nebo hmotnostní. Hmotnostní molalita je podíl látkového množství rozpuštěné látky a hmotnosti rozpouštědla.
{\displaystyle \mu _{A}={\frac {n_{A}}{m_{s}}}={\frac {m_{A}}{M_{A}m_{s}}}}
kde ms je hmotnost rozpouštědla. Jednotkou je mol.kg−1.
Objemová molalita je podíl látkového množství rozpuštěné látky a objemu rozpouštědla.
{\displaystyle \mu '_{A}={\frac {n_{A}}{V_{s}}}={\frac {m_{A}}{M_{A}V_{s}}}}
kde Vs je objem rozpouštědla. Jednotkou je mol·dm−3.

## Hmotnostní zlomek
Hmotnostní zlomek je podíl hmotnosti složky (mA, mB, ...) k hmotnosti celé směsi. Je to bezrozměrná veličina.
{\displaystyle w_{A}={\frac {m_{A}}{\sum m_{i}}}}
Součet hmotnostních zlomků všech složek směsi je roven 1, tzn. hmotnostní zlomek nabývá hodnot od 0 do 1.

## Objemový zlomek
Objemový zlomek ϕA složky A je bezrozměrný podíl jejího objemu VA před smícháním a součtu objemů Vi všech složek před smícháním.
{\displaystyle \phi _{A}={\frac {V_{A}}{\sum _{i}V_{i}}}}
Také nabývá hodnot od 0 do 1 a součet všech objemových zlomků {\textstyle \sum _{i}\phi _{i}} se rovná 1 (na rozdíl od objemové koncentrace).

## Molární zlomek
Molární zlomek je podíl látkového množství složky a součtu látkového množství všech složek směsi.
{\displaystyle x_{A}={\frac {n_{A}}{\sum n_{i}}}}
Stejně jako hmotnostní zlomek je i molární zlomek bezrozměrný.